# Месяц в деревне (фильм)
«Месяц в деревне» (англ. A Month in the Country) — мелодраматический фильм 1987 года ирландского режиссёра Пэта О’Коннора по сценарию Саймона Грея, основанном на одноимённом романе английского писателя Джозефа Ллойда Карра. Главные роли исполнили Колин Ферт и Кеннет Брана, для которых этот фильм стал началом карьеры в кино.
Фильм «Месяц в деревне» рассказывает о том, как в 1920 году бедный ветеран Первой мировой войны нанимается на работу по проведению реставрационных работ средневековых фресок, обнаруженных в одной из сельских церквей Йоркшира, что постепенно помогает ему преодолеть душевные и физические травмы, нанесённые войной.
Картина была снята в течение лета 1986 года с музыкальным сопровождением композитора Говарда Блейка и выпущена в прокат в 1987 году, но потом была потеряна. Однако, в 2004 году, благодаря вмешательству поклонников актёрского состава ленты, был обнаружен оригинальный 35-миллиметровый негатив киноплёнки фильма.

## Сюжет

Джеймс Мун (Кеннет Брана) и Том Биркин (Колин Ферт), кадр из фильма.

Начало 1920-х годов. Молодого англичанина Тома Биркина (Колин Ферт) нанимает управляющий поместьем одной недавно умершей богатой дамы, для того чтобы он провёл реставрационные работы средневековой фрески, обнаруженной в церкви в маленькой деревне Оксгодби, в Йоркшире. Побег в идиллическую сельскую местность помогает освобождению Биркина от тяжёлого опыта Первой мировой войны. Биркин скоро вписывается в медленный темп жизни отдалённого поселения и в течение лета, благодаря работе над фресками, побеждает свои душевные и физические травмы, нанесённые войной, в том числе заикание и нервные тики.
Том Биркин встречается с другим ветераном — археологом Джеймсом Муном (Кеннет Брана), который, как и Биркин, был эмоционально травмирован войной. У них завязывается тесная дружба. Мун тоже нанят управляющими, чтобы найти потерянную могилу предков хозяйки поместья, однако он больше заинтересован в раскопках более раннего саксонского церковного здания в поле рядом с кладбищем.
Биркин сближается с нонконформистской семьёй смотрителя железнодорожной станции Элленберга (Джим Картер), с которым он обедает по воскресеньям. В то же время, гостеприимные жители деревни отнеслись к Биркину лучше, чем деятели церкви, не платящие Биркину, спящему в церковной колокольне, за работу. Дети Элленберга в конце концов убеждают Биркина посетить проповедь в соседней методистской часовне. Однако, отношения Биркина со священником Кичем (Патрик Малахайд) крайне прохладные, так как он рассматривает реставрацию средневековой живописи как распространение суеверий. У Биркина формируется эмоциональная, хоть и невысказанная, привязанность к Элис Кич (Наташа Ричардсон), молодой жене викария, приносящей ему яблоки.
В конце концов, Биркин восстанавливает церковную фреску, как будто бы оживляя жизнь в деревне. Однако Кич принёс деньги за выполнение работы, и после трогательного прощания с Элис, Биркину нужно возвращаться домой.

## В ролях
В фильме «Месяц в деревне» в основном снялись молодые актёры. Хотя для Колина Ферта это был третий фильм, роль в нём стала его первой главной. Кроме того, для Кеннета Брана и Наташи Ричардсон это были первая и вторая роль в карьере, соответственно. Наоборот, свою последнюю роль исполнил Дэвид Гарт, умерший в мае 1988 года.

| Актёр            | Роль             |
| ---------------- | ---------------- |
| Колин Ферт       | Биркин           |
| Кеннет Брана     | Джеймс Мун       |
| Джим Картер      | Эллербек         |
| Патрик Малахайд  | Реверенд Кич     |
| Наташа Ричардсон | Элис Кич         |
| Джон Аткинсон    | старик в поезде  |
| Ричард Вернон    | полковник Хеврон |

| Актёр          | Роль            |
| -------------- | --------------- |
| Тим Баркер     | Моссоп          |
| Вики Арундэйл  | Кэти            |
| Мартин О'Нейл  | Эдгар           |
| Тони Хейгарт   | Доутвайт        |
| Эллен О'Брайен | миссис Эллербек |
| Элизабет Энсон | Люси Сикес      |
| Барбара Мартен | миссис Сикес    |

| Актёр        | Роль          |
| ------------ | ------------- |
| Кен Китсон   | мистер Сикес  |
| Джуди Гридли | миссис Клоуч  |
| Лиза Тейлор  | Эмили Клоуч   |
| Эндрю Уайлд  | продавец      |
| Дэвид Гиллис | Милбёрн       |
| Давид Гарт   | старый Биркин |

## Производство

### Роман
Джозеф Ллойд Карр (20 мая 1912 — 26 февраля 1994) уволился из школы и в 1968 году и уехал в Нортгемптоншир — край «полей лука, картофеля и свеклы, миль и миль после милей отгороженных равнин, дамб и рвов», чтобы заниматься творчеством. Через 10 лет, в 1979 году был закончен «Месяц в деревне». Роман был опубликован в 1980 году и сразу был признан шедевром, войдя в шорт-лист Букеровской премии и выиграв награду «Guardian Fiction Prize».

### Подготовка
Продюсер Кенит Тродд предложил переработать проект телевизионного фильма под широкоформатное кино с рабочим названием «Падающий человек» (англ. Falling Man). Драматургу Саймону Грею было поручено написать сценарий, а режиссёру Пэту О’Коннору — заняться постановкой. В отличие от книги, в которой уже пожилой Биркин вспоминает свою жизнь, действие фильма полностью происходит в 1920 году, за исключением краткого эпизода в конце. В первоначальном проекте сценария Грей фигурировал как рассказчик, но О’Коннор почувствовал, что это неправильный способ рассказать историю, и если бы проект не был изменён, Пэт мог отказаться от поста режиссёра.
Финансирование проекта шло крайне трудно, в результате чего к производству фильма стали привлекать всё больше фирм, в том числе дочернюю компанию «Thames Television» — «Euston Films», а также «Channel Four Films», имевшие некоторый успех с низкобюджетными фильмами, такими как, например «Моя прекрасная прачечная»

### Съёмки
Чтобы уложиться в чрезвычайно малый бюджет, график съёмок был очень плотно распланирован на 28 дней, причём Кеннет Брана мог сниматься только в течение двух недель и уезжал каждую ночь в Лондон.
Несмотря на то, что действие фильма происходит в Йоркшире, большинство съёмок на природе были перенесены в Бакингемшир, хотя снимали и в Северном Йоркшире, и на Левишамской железнодорожной станции. Собственно сами съёмки фильма начались 18 августа 1986 года у церкви Святой Марии в Раднадже. Периодически мешала ненастная погода — идеальной летней, ясной как в книге, не было, и сцены снимали в перерывах между сильными дождями. Некоторые интерьеры церкви были воспроизведены в павильонах «Bray Studios» в Беркшире.
Церковь Святой Марии, в которой снимали интерьеры, была реконструирована в викторианский период. Несмотря на это, в ней имелось несколько оригинальных средневековых настенных росписей, художник Марго Нойес создала там стилизованную средневековую фреску. Чтобы создать впечатление строгой деревенской церкви на время съёмок, викторианские каменные плиты были заменены кирпичной брусчаткой, а оригинальные настенные росписи закрыты панелями. Пластиковые водостоки и другие современные дополнения были прикрыты или вовсе удалены. На погост было добавлено несколько надгробий, в том числе большая каменная плита, ставшая центром нескольких сцен. Несколько жителей окрестных деревень снимались в качестве статистов, а местным детям было поручено собирать бабочек, которые были позже выпущены для создания «летнего настроения». Съёмочная группа испытывала проблемы, связанные с позицией деятелей церкви о нежелательности повреждения штукатурки внутри здания, и после съёмок было принято решение о её восстановлении.

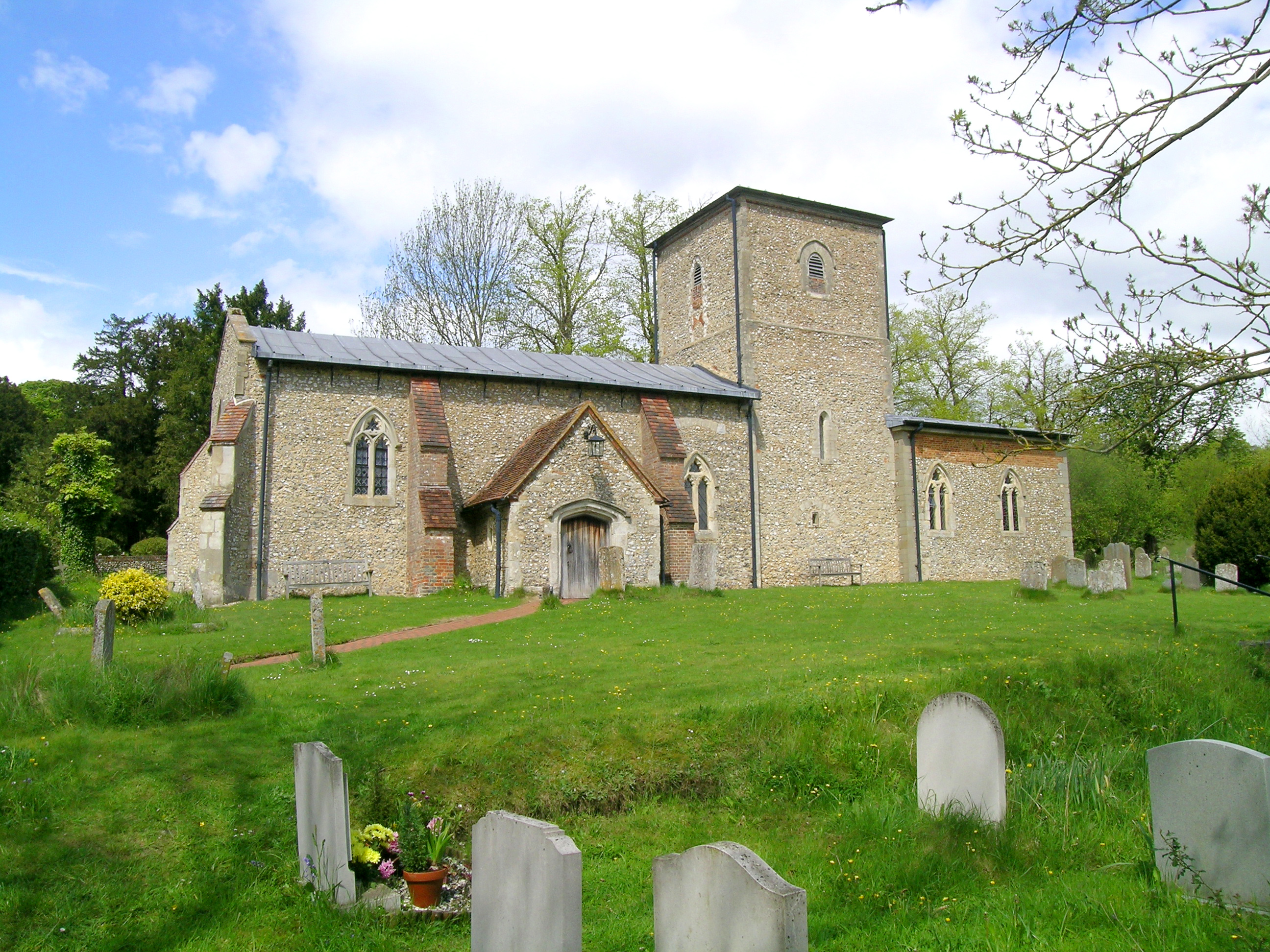
Церковь Святой Марии в Раднадже, 15 мая 2012 года.
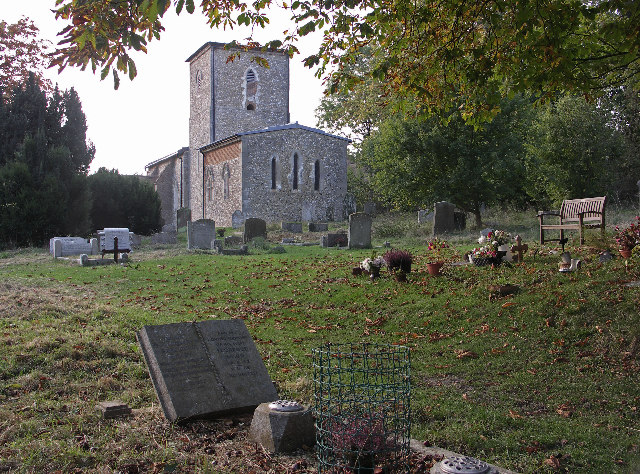
Церковь Святой Марии, 17 октября 2005 года.
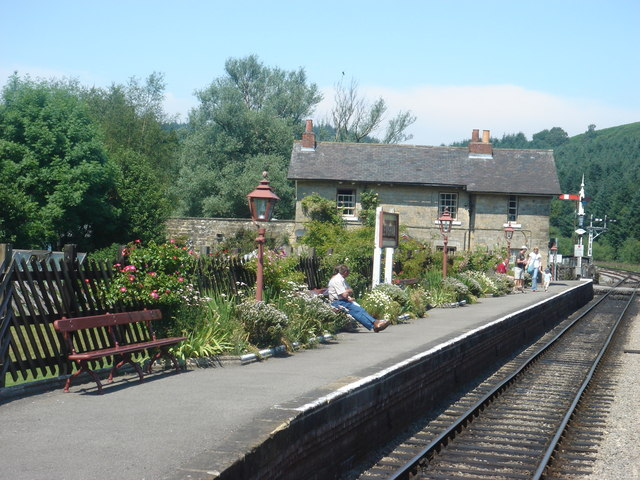
Левишамская железнодорожная станция, 4 июля 2006 года.

### Саундтрек
Саундтрек фильма был написан композитором Говардом Блейком в стиле британской музыки начала XX века и исполнен струнным оркестром. Блейк отмечал, что выбранный стиль был призван контрастировать с классической музыкой в определённых сценах: во время открытия средневековой фрески — «Quattro pezzi sacri» Джузеппе Верди, а при воспоминаниях о Первой мировой войне — отрывок «Zum Sanctus: Heilig, heilig ist der Herr» из «Deutsche Messe» Франца Шуберта.
Говард Блейк вспоминал: «Я пошёл на просмотр и увидел, что фильм очень глубокий, с серьёзной антивоенной темой» и решил записать все в немного другой тональности с оркестром «Sinfonia of London». В связи с небольшим бюджетом фильма Блейк согласился «внести разумную плату», чтобы сохранить авторские права на свою музыку. Впоследствии саундтрек был издан на компакт-диске в записи Оркестра северной оперы под руководством Пола Даниэла.

## Участие в фестивалях и награды
Премьера фильма состоялась в 1987 году в программе «Особый взгляд» на 40-м Каннском кинофестивале.
Фильм был удостоен двух наград: Пэт О’Коннор выиграл приз «Silver Rosa Camuna» на Кинофестивале в Бергамо в 1987 году, а Говард Блейк был награждён премией Энтони Асквита от Британского института кино за музыкальный передовой опыт в 1988 году. Кроме того, Колин Ферт был номинирован на награду «Evening Standard».

## Критика
Несмотря на успешные фестивальные показы, мнения критиков разделились. Рита Кемпли из «The Washington Post» сказала:
Нет ничего в мире спокойней [фильма] «Месяц в деревне», в котором горести упокаиваются, как души на кладбище. Хотя фильм поднимает дух, ощущение элегии в истории этого английского солдата, добросовестной поэме, действие которой происходит в сельском Йоркшире после «Последней Войны» (The War to End All Wars)
И заключила рецензию: «Всё в фильме по-артуриански: герой-рыцарь с его духовным подвигом, с насыщенной атмосферой, которая кажется танцует с прошлыми и будущими правдами». Джанет Маслин в «The New York Times» сказала, что О’Коннор вложил сюда «„сильное чувство тоски, а также духовность, более очевидную в облике фильма, чем в диалогах“». Десмонд Райан из «The Philadelphia Inquirer» отметил, что «редко где невозможность любви была так мучительно представлена, как в сценах исчезающей надежды между Фертом и Ричардсон».
В то же время, Найджел Эндрюс из «Financial Times» охарактеризовал фильм как «пасторальную аллегорию, слишком долго пролежавшую в сырости, так что батерейки уже не работают», а Сэм Джордисон из «The Guardian» сказал, что «Хотя этот фильм (необычно) верен книге, даже сохранив большую часть диалогов, он в действительности немногим лучше, чем безобидный. Так или иначе исчезло магическое обаяние книги Дж. Л. Карры, которое сделало её выдающейся»".
Профессор Марисоль Моралес Ладрон из Университета Алькала-де-Энарес в Испании отметила, что этот фильм вдохновил подгруппу ирландских фильмов, отличающихся особым взглядом на консервативную и сельскую Ирландию, таких как «Услышьте мою песню» Питера Челсома, «Вдовья гора» Джона Ирвина и «Круг друзей» О’Коннора.

## Выпуск на DVD
После проката фильм был переведён в формат VHS и пансканирован в 1991 году. В 2003 году, поэт Глин Уоткинс, воодушевлённый Дж. Л. Карром, решил устроить вечер своих стихов с показом фильма в Национальном медиа-музее в Брадфорде. Однако, работники музея обнаружили, что все оригинальные 35-миллиметровые плёнки исчезли. Уоткинс, не смущаясь, связался в актёрами и режиссёром, и в конечном итоге с онлайн-фан-клубами: «друзья Ферта» и «друзья Кена». В мае 1999 года он узнал, что фильм появился в Национальном театре фильмов, и, что американский дистрибьютор — компания «Warner Bros.», нашла его короткую версию в 92 минуты на таможенном складе. После того как было выяснено, что права на него до сих пор принадлежат «Channel 4», фильм был выпущен ограниченным изданием на DVD в конце 2004 года. В настоящее время полная версия фильма длиной 96 минут находится в киноархиве Академии в Лос-Анджелесе. В апреле 2013 года фильм был окончательно восстановлен компанией «JCA».